# Владимир Серафимов
Владимир Генов Серафимов е български офицер, полковник, герой от Сръбско-българската война (1885) и Балканската война (1912 – 1913).

## Биография
Владимир Серафимов е роден на 12 август 1860 г. (по други данни на 23 август 1861 г.) в средногорското село Аджар, днес Свежен. Завършва Военното училище (София) с четвърти випуск и на 30 август 1883 г. му е присвоено първо офицерско звание подпоручик.
По време на Сръбско българската война (1885) командва 5-а рота от 5-и пехотен дунавски полк и участва в Сливнишко сражение (5 – 7 ноември). Проявява се и в разузнавателния отряд на ротмистър Бендерев (9 – 11 ноември), както и в завземането на Пирот (14 – 15 ноември). Участва в атаките на десния фланг, като с поверената му рота освобождава с. Градищница.
За проявената храброст през войната е награден с Орден „За храброст“ IV степен. След войната, на 24 март 1886 г. е повишен във военно звание поручик. Служи в 9-и пловдивски полк. Полковник от 1909 г.
През Балканската война (1912 – 1913) е командир на 21-ви средногорски полк. Освобождава Централните Родопи. Навсякъде са посрещнати сърдечно от българското население. Така е и в селата Карлуково, Петково, Давудово, Горно Дерекьой.
„Всички мъже бяха хвърлили фесовете си и бяха сложили на главите си вместо шапки бели аглоци“.
Лазар Даскалов, четник в четата на Стефан Калфа.
Удържа натиска на силни османски части край Аламидере на 21 октомври, въпреки че има заповед за оттегляне. Полковник Серафимов отказва да изпълни заповедта с думите:
| „ | „Няма да отстъпя на турците тези села, в които вчера ме посрещаха като освободител“. | “ |

По време на боевете под връх Средногорец, местното християнско население, включително жените и децата на село Аламидере (наименувано Полковник Серафимово през 1934 г.) снабдяват българските войски с храна, помагат им като носачи и водачи по каменистите пътеки. Бойният подвиг на средногорци влиза в историята под името „Родопската Шипка“.
Освобождава на 22 октомври с. Пашмакли, с. Устово и с. Райково (дн. Смолян).
„Населението се радваше и излизаше да ги посрещне. Те вървяха към Кавгаджик. Който имаше вино, ракия и тантура, изнасяше и ги черпеше. Ние обикаляхме и гледахме българските офицери. Силно чувство на радост, признателност е обич към всичко българско ни обхващаше“.
Атанас Сулинанджиев от село Устово.
„Приемът на нашите войски от местните българи беше сърдечен и задушевен. Оплаканите лица на жените, облечени в пъстрите родопски носии, ни срещнаха приветливо. Мъжете и дори невръстните деца предлагаха своите услуги, за да помогнат. Едните и другите се чудеха как и с какво да гостят българския войник“.
поручик Константин Лукаш, взводен командир в 21-ви пехотен Средногорски полк Работил е и към Главното интендантство.
В хода на преследването на дезорганизирания противник освобождава на 1 ноември с. Голям палас (дн. Рудозем).
За проявената храброст през войната е награден с Орден „За храброст“ III степен.
По време на Междусъюзническата война полковник Серафимов командва 21-ви и 9-и полк в битката при Криволак.
През Първата световна война е командир на I бригада от Осма тунджанска дивизия. Отличава в боевете при с. Чеган в хода на Леринската операция. Уволнява се от армията на 31 октомври 1918 г.

## Памет
На полковник Владимир Серафимов е наречена улица в квартал „Младост 3“ в София (Карта).

## Военни звания
- Подпоручик (30 август 1883)
- Поручик (24 март 1886)
- Капитан (1888)
- Майор (1899)
- Подполковник (1904)
- Полковник (1909)

## Награди
- Военен орден „За храброст“ IV степен (21 април 1886)
- Възпоменателен медал За участие в Сръбско-българската война 1885, сребърен (15 август 1887)
- Царски орден „Св. Александър“ V степен без мечове (14 февруари 1896)
- Народен орден „За военна заслуга“ V степен
- Народен орден „За военна заслуга“ IV степен (14 февруари 1903)
- Знак „За 20 години отлична служба“
- Възпоменателният кръст „За независимостта на България 1908 година“ (1909)
- Военен орден „За храброст“ III степен (Балканска война)
- Царски орден „Св. Александър“ IV степен без мечове
- Царски орден „Св. Александър“ III степен с мечове
- Орден „За заслуга“ сребърен
- Орден „Свети Станислав“ III степен, Руска империя
- Военен кръст „За заслуги“, Австро-Унгария (Първа световна война)
- Орден „Лъв и слънце“, Персия

## Признателност
- Грамота от 15 август 1887 г. на княз Александър I за награждаването на поручик Владимир Серафимов с възпоменателен медал за Сръбско-българската война (1885)
- Паметник на полковник Владимир Серафимов в Смолян
- Паметник на полковник Владимир Серафимов в Рудозем
- Паметник на 21-ви пехотен Средногорски полк в с. Полковник Серафимово
- Семейството на Владимир Серафимов

## Потомци
Популярният български рок-изпълнител и композитор Владимир (Валди) Тотев е внук на полковник Серафимов. Той е втори син на най-малката му дъщеря Лиляна.